# Yang Dong-hyun
Yang Dong-hyun (양동현?, 梁東賢?; Gwangyang, 28 marzo 1986) è un ex calciatore sudcoreano, di ruolo attaccante.

## Palmarès

### Club

#### Competizioni nazionali
- Supercoppa del Giappone: 1

Cerezo Osaka: 2018